# وات-آپون-دیرن
latitudeوات-آپون-دیرنlongitudeوات-آپون-دیرن
وات-آپون-دیرن (به انگلیسی: Wath-upon-Dearne) یک شهرک در بریتانیا است که در یورکشایر و هامبر واقع شده‌است.

## خصوصیات
وات-آپون-دیرن ۱۶٬۷۸۷ نفر جمعیت دارد.